# 술라웨시숲쥐
술라웨시숲쥐(Taeromys punicans)는 쥐과에 속하는 설치류의 일종이다. 인도네시아 술라웨시섬 중부 지역에서만 발견된다. 포소 지구, 포소 페시시어 피네다파에서만 알려져 있다.